# Аарон Фейєрштейн
Аарон Фейєрштейн (англ. Aaron Feuerstein; 11 грудня 1925 — 4 листопада 2021) — американський бізнесмен і меценат, власник (в третьому поколінні) і головний виконавчий директор компанії Malden Mills в Лоренс, штат Массачусетс.
В управлінні компанією дотримувався принципів справедливої оплати праці, як патріот містечка зберігав виробництво в Лоренсі — не зважаючи на загальні тенденції перенесення виробництва в країни з дешевою робочою силою.
Після 11 грудня 1995, коли завод Malden Mills згорів, продовжував виплачувати заробітну платню протягом 6 місяців всім колишнім працівникам — аж до відновлення заводу. Це коштувало йому $25 млн і посади генерального директора. В листопаді 2001 року компанія заявила про банкрутство.
13 березня 1998 нагороджений за честь і мужність.